# Dzsajanul Ábedin
Dzsajanul Ábedin (bengáli írással: জয়নুল আবেদিন; Majmanszinh, 1914. december 29. – Dakka, 1976. május 28.) bangladesi festőművész. Egyike az ország kevés 20. századi nemzetközi hírű alkotójának, a bangladesi modern művészeti mozgalom egyik úttörője, a dakkai Művészeti és Kézművességi Kormányzati Intézet alapító elnöke. Vezetői és szervezőkészsége eredményeképpen a modern művészet hagyománya mindössze egy évtized alatt ki tudott alakulni egy olyan országban, ahol az intézményes és professzionális művészetnek addig szinte semmi előzménye és múltja nem volt.

## Élete és munkássága
A mai Bangladesben található Majmanszinhben született 1914-ben, és békésnek mondható környezetben nőtt fel a Brahmaputra folyó környékén: ez a folyó és a nyílt természet adott számára ihletet fiatal korában. 1933-ban beiratkozott a kalkuttai Kormányzati Művészeti Iskolába, ahol öt éven keresztül azt a stílust tanulta, amelyet az iskola követett: a brit-európai akadémiai irányzatot. A következő években folytatta az alkotást akkori könnyed, romantikus stílusában. 1938-ban egy, a Brahmaputra előtt „tisztelgő” vízfestménysorozatával egy pánindiai kiállításon elnyerte a Kormányzó Aranyérmét, amivel bekerült a reflektorfénybe, és ami elég magabiztosságot adott neki ahhoz, hogy kialakítsa saját stílusát.
Az orientalizmust túl mesterkéltnek és statikusnak, az európai akadémiai stílust pedig túl korlátoltnak találta, ezért a realizmus felé fordult, elkezdett az emberek mindennapjaival kapcsolatos témákat keresni. 1943-ban az akkori, több százezer áldozatot követelő hatalmas éhínséggel kapcsolatos vázlatokat készített olcsó csomagolópapírra, kínai ecsettel és tintával, amelyek egyrészt India-szerte híressé tették, másrészt rávezették, hogy még jobban helyezze előtérbe az emberek szenvedéseit, küzdelmeit és ellenállását: ennek a stílusnak a csúcspontját talán az 1951-es, Az engedetlen tehén című vízfestmény jelenti.
1947-ben, Brit India felosztása után Kelet-Bengál fővárosába, Dakkába költözött, ahol azonban nem létezett semmilyen jelentős művészeti intézmény, sőt, még a művészi tevékenység sem volt jellemző. Itt néhány munkatársával (akik közül többen is hozzá hasonlóan Kalkuttából vándoroltak ki) 1948-ban megalapított egy művészeti intézetet, amely ma is működik Szépművészeti Intézet néven.
1951-ben két évre a londoni Slade Művészeti Iskolába ment továbbképezni magát. Visszatérése után alakította ki azt a jellegzetes „bengáli stílust”, amelynek fő jellemzői a népi alakok geometrikus, néha fél-absztrakt megjelenítése, az elsődleges színek használata és a perspektíva hiánya voltak. Ebből az időszakból származó jelentős alkotásai például a Két nő (1953, gouache), a Painna anyja (1953, gouache) és a Nő (1953, vízfestmény).
Az 1950-es és 1960-as évek során még mindig merített a népművészetből, de lassacskán felismerte annak korlátait: a dimenzionalitás és a dinamika hiányát, valamint a fény és árnyék közti bonyolult összefüggések hiányát. Ábedin átlépve ezeket a korlátokat, visszatért a természethez, a vidéki élethez, az emberek mindennapi küzdelmeihez, és egy olyan stílusötvözethez, amely lényegileg realista, megjelenésileg modernista volt. Modernizmusa azonban nem csupán az elvont, absztrakt ábrázolásokra korlátozódott, hanem a modernségnek nála mélyebb értelme is volt, amelynek két fő összetevőjét a társadalmi fejlődés és az egyéni dinamizmus adta. Munkái gyakran a természeti vagy ember által okozott katasztrófák vagy más nehézségek ellenében küzdő férfiakat és nőket ábrázolnak, akik küzdelmük által felismerik a bennük rejlő lehetőségeket.
Az 1969-es kelet-pakisztáni tömegfelkelés ünneplésére készített, közel 20 méteres, kínai tintát és viaszt is felhasználó vízfestménye, a Nabánna (নবান্ন) és a több mint 9 méteres, az 1970-es Bhola ciklon több százezernyi áldozatának emlékére alkotott Manpura (মনপুরা) munkastílusának dinamikáját igazolják: az 1960-as évek végén és az 1970-es években amúgy is különösen kedvelte a sebességet és a mozgást. Emellett azonban festett természeti témákat és emberekkel kapcsolatos jeleneteket, többek között falusi nők „magánjellegű” pillanatairól is.
1975-ben Szonárgánóban és Majmanszinhben is megalapított egy múzeumot; utóbbi, ahol saját munkáit állította ki, ma az ő nevét viseli. Aktív tagjává vált annak a mozgalomnak, amely a bengáli örökség megőrzését és a bengáli művészet bengáli kulturális gyökerekhez való visszatérítését tűzte ki célul, mivel úgy érezte, a helyi művészek egy része által alkalmazott nyugatistílus- és nyugatitechnika másolás hiábavaló és haszontalan.
Tüdőrákjának következtében azonban egészségi állapota romlani kezdett. 1976 májusában hunyt el Dakkában.
Házas volt, feleségét Dzsáhánára Ábedinnek hívták, több gyermekük is született. 2009-ben a festőről egy 116 km átmérőjű krátert neveztek el a Merkúron.

## Képek

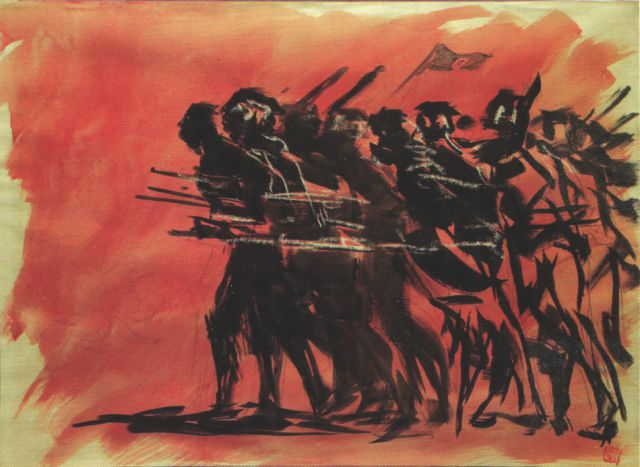
Az 1971-es függetlenségi háborúról készített képe
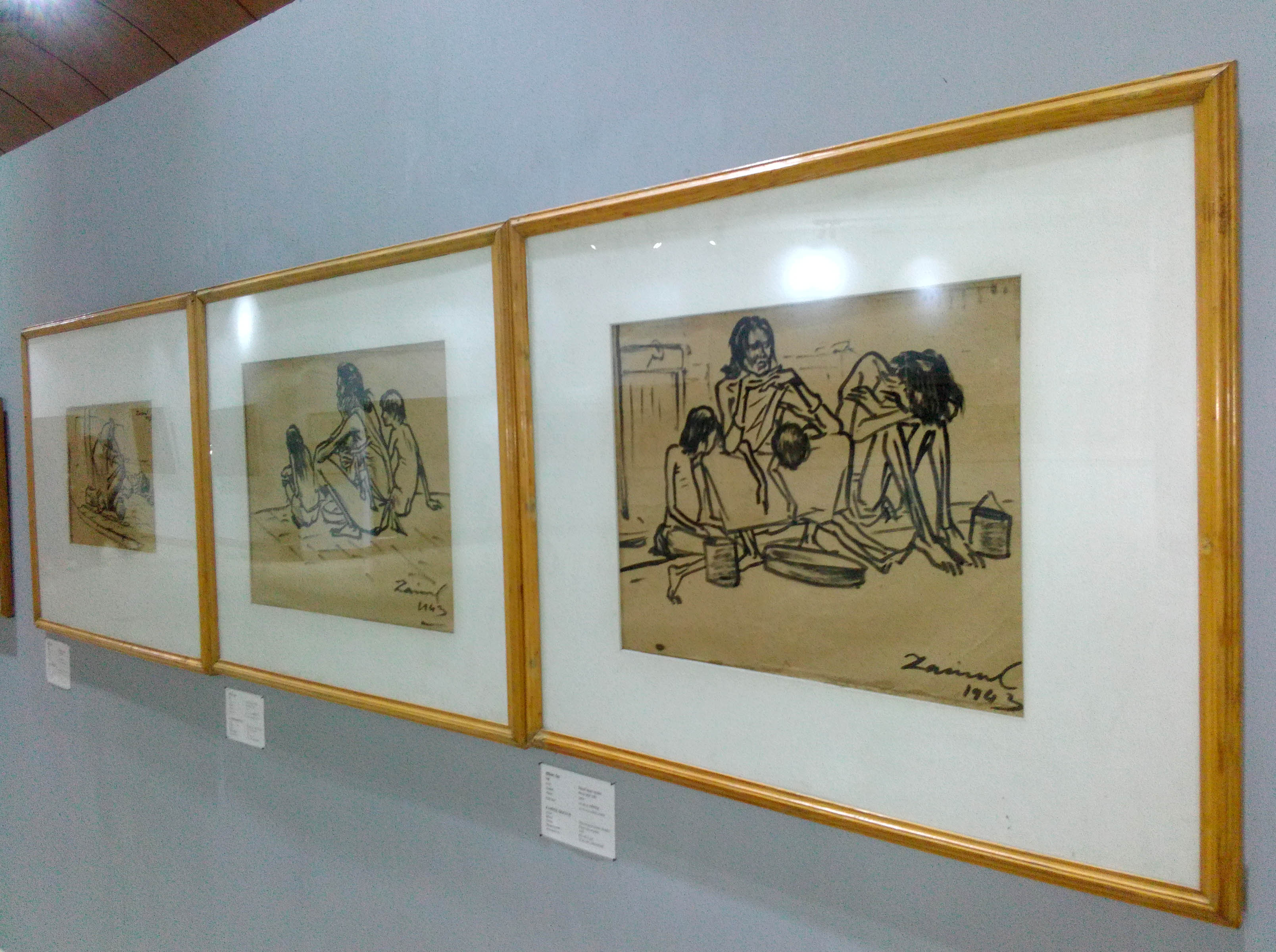
Részlet az 1943-as éhínségről szóló sorozatból
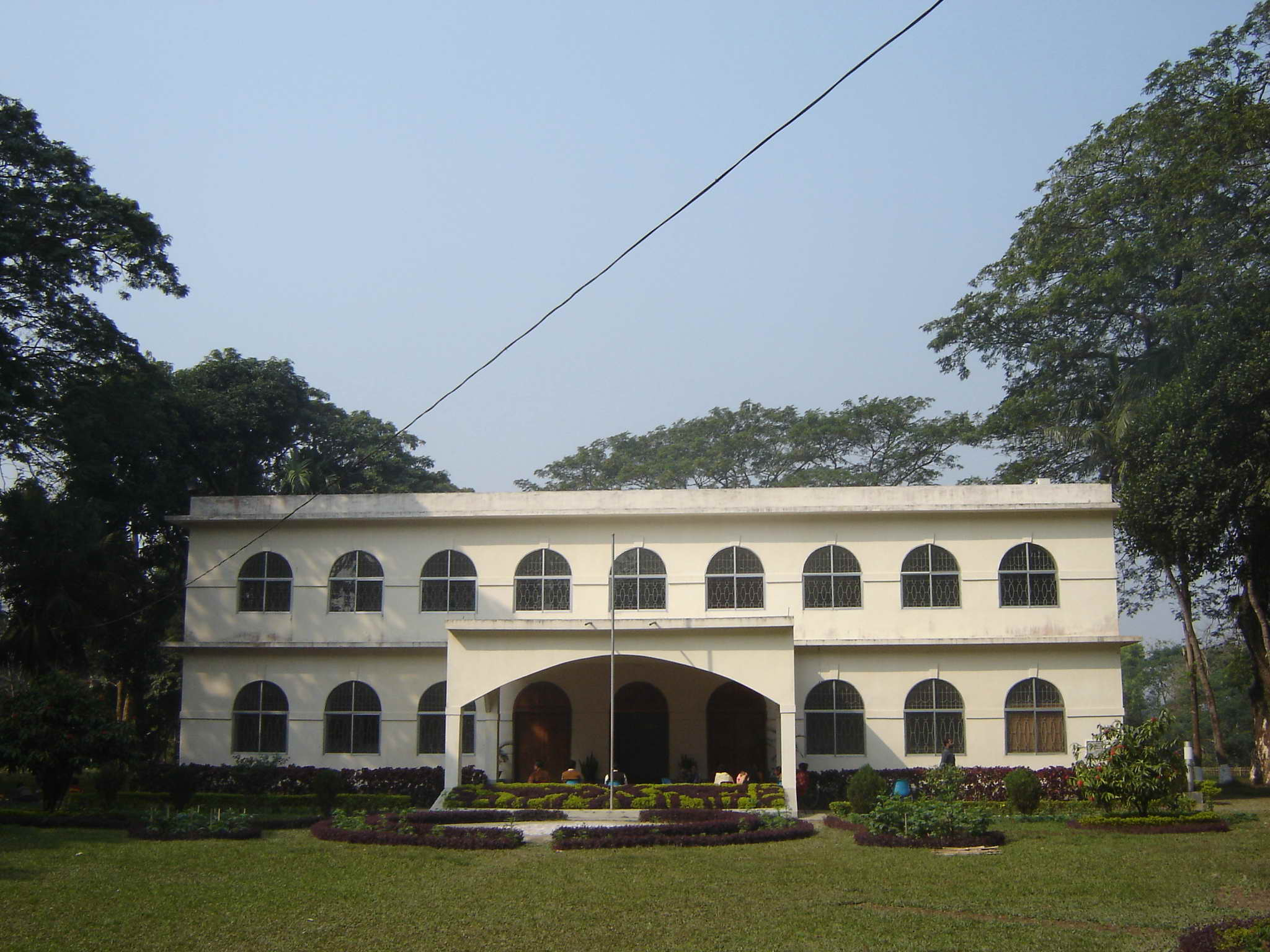
A Dzsajanul Ábedín Múzeum Majmanszinhben
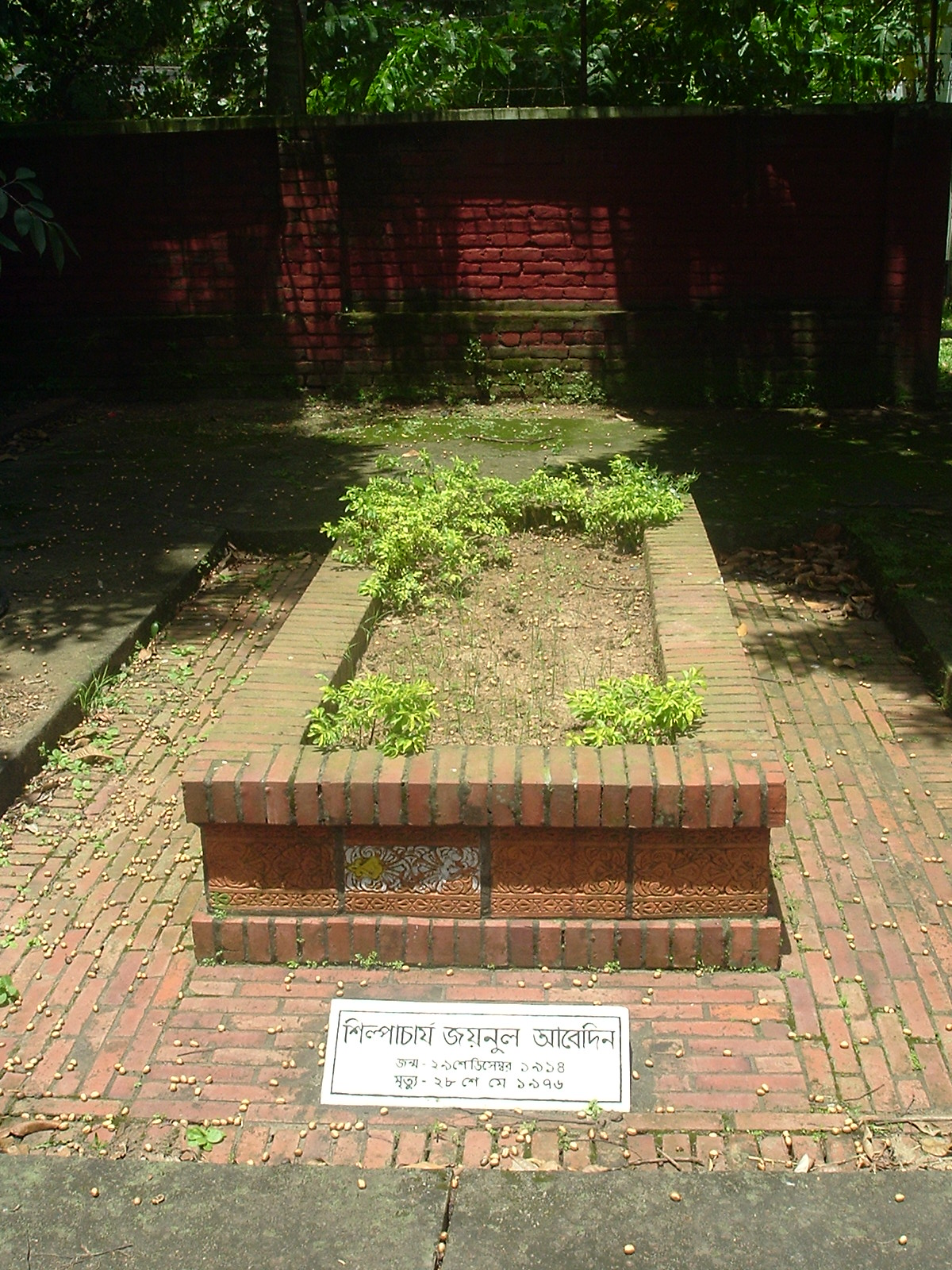
A festő sírja Dakkában
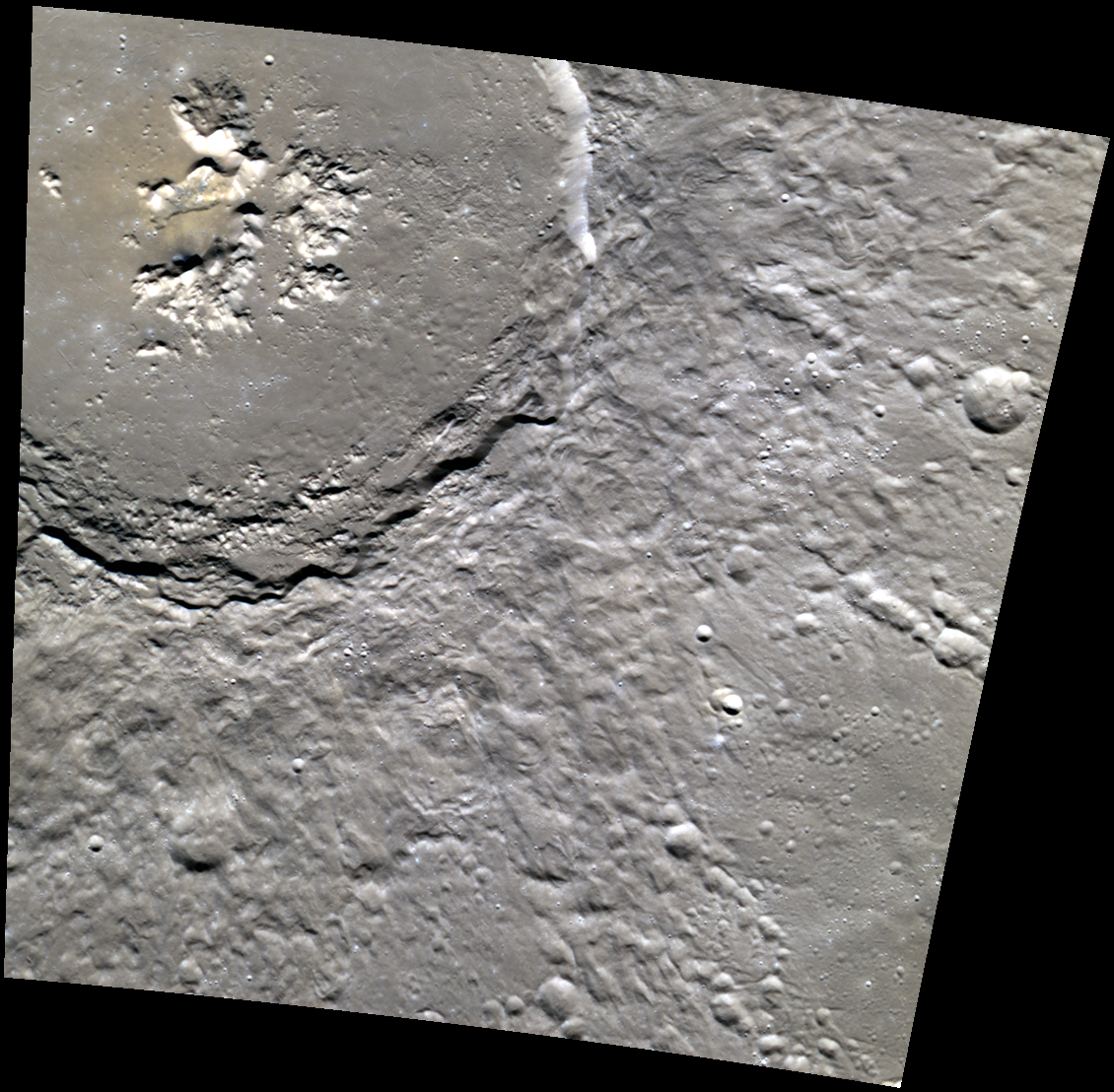
A róla elnevezett Abedin kráter a Merkúron